# Masoveria de Can Ramilans
La Masoveria de Can Ramilans és una obra de Massanes (Selva) inclosa a l'Inventari del Patrimoni Arquitectònic de Catalunya.

## Descripció
Masoveria adossada a la casa pairal de Can Ramilans, situada al barri de El Rieral de Massanes, on s'ha arriba des d'un trencall que hi ha poc abans de la Riera de Massanes, davant per davant del trencall que porta al barri de l'Empalme i a l'estació de tren.
La masoveria, de planta baixa i pis, originàriament tenia la teulada a doble vessant desaiguada als laterals, però a finals del segle xix se li adossà la que fou la casa pairal, perdent així la vessant lateral esquerra.
A la façana principal trobem, a la planta baixa, la porta d'entrada en arc de mig punt format per dovelles, amb els brancals de carreus de pedra. Dues finestres en arc de llinda flanquegen la porta d'entrada.
Al pis, tres obertures en arc conopial amb arquets, amb decoracions d'elements circulars amb espirals i flors petites als carcanyoles, i les impostes motllurades amb decoracions (floretes) esculpides. La finestra central és lleugerament més gran que les laterals.
Els murs són de maçoneria. La façana està arrebossada i pintada de color blanc. La cadena cantonera de carreus de pedres és visible.
Entorn del conjunt de Can Ramilans, hi ha dependències d'ús agrícola-ramader. Part de les seves terres són travessades per la riera de Massanes.

## Història
Pels elements arquitectònics conservats la casa es podria datar del segle xvi, si bé que el segle xix patí nombroses modificacions.
La casa pairal està en desús però no la masoveria on els habitants segueixen duent a terme activitats agrícoles i ramaderes.